# Ниса (дочь Митридата VI)
Ниса (? — 63 год до н. э., Пантикапей) — понтийская царевна, дочь Митридата VI.

## Биография
Ниса была младшей дочерью Митридата VI; матерью девушки была неизвестная наложница. Она была просватана за правителя Кипра Птолемея Кипрского.
В 63 году до н. э. во время мятежа и заговора войск в пользу царевича Фарнака, который был провозглашён царём, вместе с отцом и старшей сестрой Митридатиссой, Ниса находилась во дворце в Пантикапее. Ниса умерла вместе с сестрой Митридатиссой от принятого яда, который она получила от отца. Царь принял яд, но тот на него не подействовал из-за иммунитета к ядам, после чего Митридат приказал убить себя телохранителю Битоиту, который исполнил его приказ.